# Пересвятовский сельсовет
Пересвятовский сельсовет (белор. Перасвятоўскі сельсавет; до 2005 года — Пересвятский) — административная единица на территории Речицкого района Гомельской области Республики Беларусь. Административный центр — агрогородок Пересвятое.

## Состав
Пересвятовский сельсовет включает 9 населённых пунктов:
- Борец — посёлок.
- Бугримовка — деревня.
- Горивода — деревня.
- Коростень — деревня.
- Молчаны — деревня.
- Осовец — деревня.
- Пересвятое — агрогородок
- Подмостье — посёлок.
- Ребуса — деревня.